# VHS polycollege Margareten Wieden
Die VHS polycollege war die älteste und größte Volkshochschule Wiens. Der Hauptstandort befand sich in der Stöbergasse 11–15 im 5. Wiener Gemeindebezirk Margareten. Vorsitzender ist Wolfgang Mitis.

## Geschichte
Am 22. Jänner 1887 wurde der „Wiener Volksbildungsverein“ als Zweigverein für Wien und Umgebung des „Allgemeinen Niederösterreichischen Volksbildungsvereins“ von Eduard Leisching und anderen gegründet. Als Ziel wurde im Gründungsaufruf beschrieben:

„die von der Schule (…) gelassenen Lücken zu ergänzen und dadurch die gegenwärtige wie insbesondere die künftige Generation zum Kampfe um’s Dasein zu stärken.“

Abgesehen von der Gründung von mehreren, über Wien verteilten Bibliotheksstellen, den so genannten Frei-Lesestellen, veranstaltete der Verein Vorträge zu verschiedenen wissenschaftlichen, aber auch allgemein- und berufsbildenden Themen. Da noch keine eigenen Räumlichkeiten für Vorträge zur Verfügung standen, wurden diese an anderen geeigneten Orten, wie z. B. dem alten Rathaus in der Wipplingerstraße im 1. Bezirk, durchgeführt.
Von 1909 bis 1911 wurde schließlich dank einer Erbschaft von Emil Ritter zugunsten des Vereins das Volksbildungshaus in der Stöbergasse errichtet. Das Haus wurde mit modernster Technik ausgestattet und verfügte über ein Kino und eine kleine Sternwarte auf dem Dach. Aufgrund des nunmehrigen Vorhandenseins ausreichender Räumlichkeiten wurde das Spektrum der Vorträge und Veranstaltungen erweitert, so wurden erstmals auch künstlerische Kurse in das Programm aufgenommen.
Von 1912 bis 1914 war Robert Meyer Präsident des Wiener Volksbildungsvereins.
1925/1926 wurde das Volksbildungshaus Teil der Wohnanlage Heinehof.
Unter dem NS-Regime wurde der Volksbildungsverein 1938 zwischenzeitlich aufgelöst, das Haus in der Stöbergasse jedoch als Volksbildungsstätte zur Verbreitung der nationalsozialistischen Ideologie weitergeführt. Nach Kriegsende wurde das beschädigte Gebäude wiederhergestellt und der Bevölkerung ein neues Bildungsprogramm angeboten. Zu dieser Zeit bürgerte sich der Name „Volkshochschule Margareten“ für den Wiener Volksbildungsverein ein.

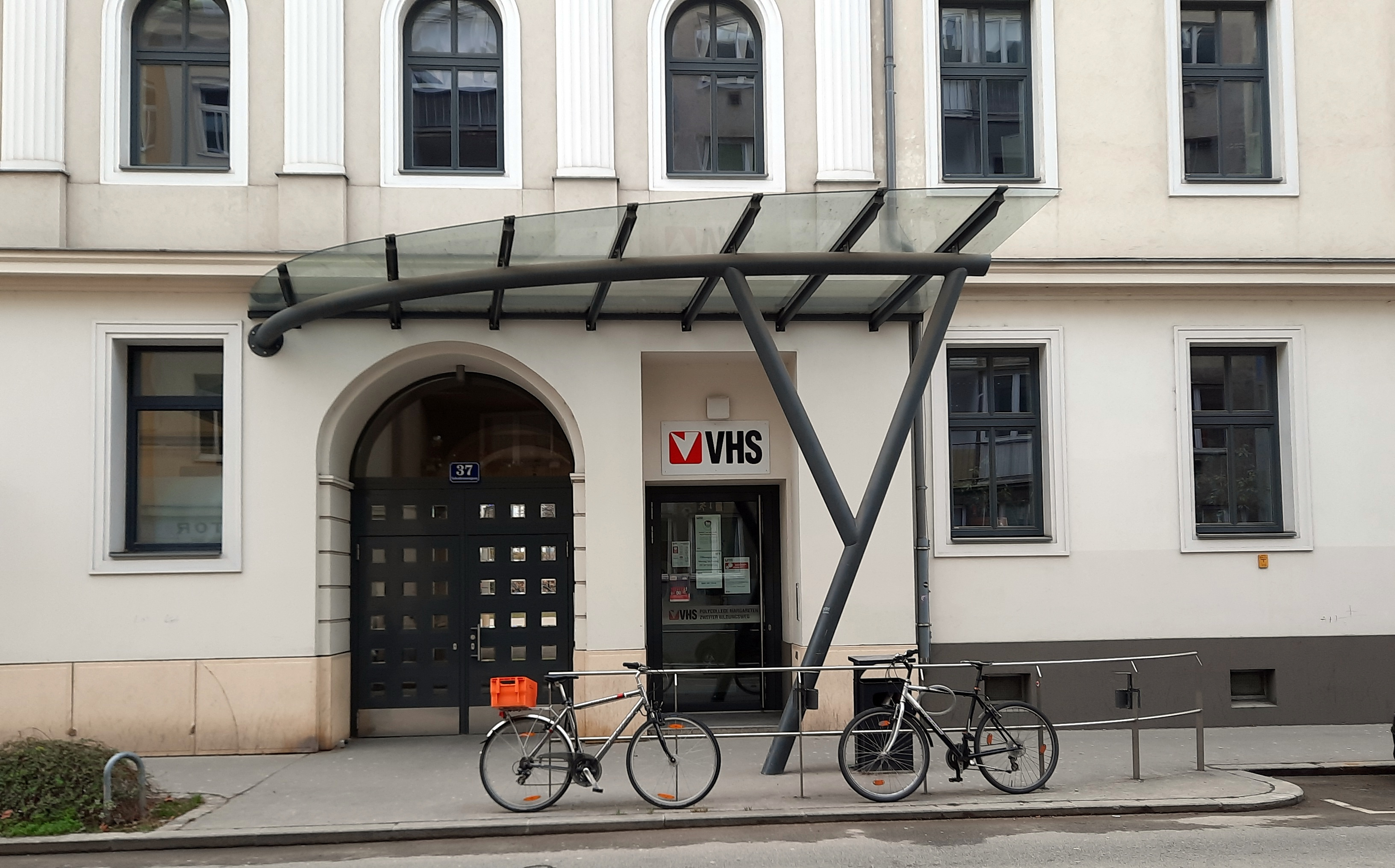
Volkshochschule Wien Siebenbrunnengasse 37, 1050 Wien, Margareten

1975 wurde das Haus abgerissen, um dem neuen „Bildungszentrum Margareten“ zu weichen, das 1978 eröffnet wurde. 1981 erfolgte die Eröffnung des Filmhauses Stöbergasse, ab 1994 trat die Volkshochschule Margareten schließlich unter dem Namen „polycollege“ auf. Dennoch wird die VHS polycollege von etlichen Wienern immer noch schlicht „Die Stöbergasse“ genannt.
Seit 2008 wird die VHS polycollege / Margareten nicht mehr vom Wiener Volksbildungsverein getragen, sondern ist Teil der gemeinnützigen „Wiener Volkshochschulen GmbH“, die alle Wiener Volkshochschulen und deren spezialisierte Einrichtungen umfasst und im Zuge der umfassenden Neustrukturierung der Wiener Volksbildung in diesem Jahr eingerichtet wurde.
Am 16. Februar 2019 wurde die Schule in der Stöbergasse geschlossen und die Kurse auf anderen Standorten aufgeteilt. Das Gebäude wurde zugunsten eines Neubaus für Mietwohnungen abgerissen. Der neue Hauptstandort für das „VHS Polycollege Margareten Wieden“ befindet sich in der Siebenbrunnengasse 37.

## Allgemeines
Die VHS polycollege / Margareten war eine der größten der Wiener Volkshochschulen.
Die Kursinhalte enthielten schwerpunktmäßig Bildungsabschlüsse, Qualifikationen für das Berufsleben & die Wirtschaft, Sprachen, Integrationsmaßnahmen, EDV & Medien, Kunst, Handwerk sowie Gesundheitsförderung.
Neben dem Hauptstandort in der Stöbergasse gibt es in Wien-Margareten noch die Zweigstelle in Johannagasse 2.